# Gunnar Kjeldberg
Gunnar Kjeldberg (født 7. august 1921, død 13. april 1989[kilde mangler]) var en dansk fodboldspiller, der spillede i angrebet på AGF's guldalderhold i 1950'erne og var med til at vinde det danske mesterskab to gange,i 1955 og 1956. og DBU's landspokalturnering i 1955.

Gunnar Kjeldberg debuterede for AGF som 18-årig i 1939. Året efter fik han job på Bornholm, hvor han de følgende 13 år opholdt sig og spillede for B 1910 Rønne.
I 1953 vendte han tilbage til Aarhus og meldte sig ind i AGF, hvor han spillede indtil 1956.

5. juni 1955 skulle AGF i Idrætsparken i København vinde med to mål over AB for at blive mestre. AGF vandt 3-1 i en kamp, hvor Gunnar Kjeldberg med to scoringer og oplæg til det tredje mål med til at skaffe mesterskabet til Aarhus.

I sæsonen 1955-56 blev Gunnar Kjeldberg 1. divisions topscorer med 18 mål i en alder af 34 år og 306 dage.

Gunnar Kjeldberg stoppede sin karriere som fodboldspiller halvvejs inde i sæsonen 1956-57.

Fra 1965 til 1971 var han medlem af DBU's Udtagelseskomité.